# Melilla Fútbol Sala
El Melilla Fútbol Sala fue un equipo profesional español de fútbol sala de Melilla. Fue fundado en 1991. Participó en la 2ª División de la LNFS. Categoría en la que participa en la mayor parte de su historia, participando en varias ocasiones de los playoffs de ascenso a 1ª Division.

## Plantilla 2013/2014
|    | Nac.   | Nombre                         | Sobrenombre  | Puesto  |
| -- | ------ | ------------------------------ | ------------ | ------- |
| 13 | España | José Luis Garrido Alarcon      | YIYO         | Portero |
| 15 | España | Gonzalo Ramos Pérez            | GONZALO      | Portero |
| 2  | Brasil | Marcelo Machado Dantas         | DANTAS       | Cierre  |
| 3  | España | Rafael Hernández Gutiérrez     | RAFITA       | Cierre  |
| 14 | España | Fernando Hernández Gutiérrez   | FERNAN       | Ala     |
| 21 | España | Hugo Andújar Artillo           | HUGO         | Ala     |
| 4  | España | Yusef Ali Al-lal               | YUSEF        | Ala     |
| 6  | España | Bilall Al-Lal El Hamouti       | BILALL       | Ala     |
| 8  | España | Javier Sánchez López           | JAVI SANCHEZ | Ala     |
| 10 | Spain  | Francisco Javier Prieto García | LONCHU       | Ala     |
| 9  | España | Francisco Rodríguez López      | BILLETE      | Ala     |
| 1  | Brasil | Alejandro Donoso Rivas         | DONOSO       | Pivot   |
| 7  | Brasil | Francisco José Muñoz Mariscal  | KIKO         | Pívot   |
| 55 | Brasil | Nesin Azouaghae Mohamed        | NESIN        | Pívot   |

Entrenador:  Sergio Mullor Cabrera - Sergio Mullor